# Pierres de Lecq
Le Pierre de Lecq o Paternosters sono un gruppo di scogli inabitabili ed affioranti nel Bailato di Jersey tra Jersey e Sark, a nord di Grève de Lecq (parrocchia Saint Mary).
Solo tre scogli rimangono visibili durante l'alta marea: L'Êtaîthe (l'orientale), La Grôsse (il grande) e La Vouêtaîthe (l'occidentale).
Il nome Paternosters si collega a una leggenda relativa alla colonizzazione di Sark nel XVI secolo. Secondo questa leggenda, un'imbarcazione con donne e bambini naufragò a causa degli scogli affioranti e le loro urla, di tanto in tanto, sarebbero ancora udibili nel vento. I marinai superstiziosi recitavano il Padre Nostro passando da quelle parti e da qui il nome Paternosters.

## Nomi degli scogli
- L'Êtchièrviéthe
- La Rocque du Nord
- L'Êtaîse o L'Êtaîthe
- Lé Bel
- Lé Longis
- La P'tite Mathe
- La Grôsse
- La Grand' Mathe
- La Greune dé Lé, o La Bonnette
- La Greune du Seur-Vouêt
- L'Orange
- La Vouêtaîse, La Vouêtaîthe, o La Vouêt'rêsse
- La Cappe
- La Douoche
- Lé Byi
- La Rocque Mollet
- L'Êtché au Nord-Vouêt
- La Galette
- La Briarde
- La Sprague
- La Niêthole Jean Jean o Lé Gouoillot